# Saint-Antonin-Noble-Val
Saint-Antonin-Noble-Val település Franciaországban, Tarn-et-Garonne megyében. Lakosainak száma 1951 fő (2022. január 1.). Saint-Antonin-Noble-Val Penne, Saint-Michel-de-Vax, Vaour, Caylus, Cazals, Espinas, Féneyrols, Lavaurette, Montricoux, Saint-Cirq és Septfonds községekkel határos.

## Népesség
A település népessége az elmúlt években az alábbi módon változott:
| Lakosok száma | 1885 | 1866 | 1858 | 1852 | 1848 | 1851 | 1884 | 1918 | 1951 |
|               | 2013 | 2015 | 2016 | 2017 | 2018 | 2019 | 2020 | 2021 | 2022 |